# Анненков Юлій Лазарович
Юлій Лазарович Анненков (справжнє прізвище Солітерман; 15 вересня 1919, Вінниця — 7 квітня 2008, Москва) — російський письменник-прозаїк і драматург.

## Життєпис
Народився в 1919 році у Вінниці (Україна). Батько був лікарем. Мати викладала в музичній школі.
Вступив до ІФЛІ ім. Н. Г. Чернишевського. У 1941 році, після 4 курсу ІФЛІ, пішов добровольцем на фронт. Студентам — відмінникам, які закінчили 4-й курс і йдуть на фронт, видали дипломи про закінчення вищого навчального закладу.
На самому початку війни потрапив до військової частини, сформованої для захисту Москви. Згодом вона стала називатися 305-й гвардійський мінометний Радомський ордена Олександра Невського полк моряків. У складі полку воював на Західному, Південному, Північно-Кавказькому, Карельському фронтах, спочатку рядовим навідником артилерійської системи, а потім офіцером — командиром підрозділу. Нагороджений орденом Червоної Зірки і низкою медалей. Після війни служив на кораблях Чорноморського флоту.
Юлій Лазарович почав писати в 1944 році, перебуваючи у шпиталі. Переважна більшість його літературних творів пов'язана з морем і людьми флоту. Член Спілки письменників СРСР (1957), тривалий час був заступником голови Комісії з військово-художньої літератури. Лауреат конкурсу Міністерства культури СРСР, Спілки письменників СРСР за кращу п'єсу (1967), Всеукраїнського конкурсу вистав (1967), конкурсу Міністерства культури РРФСР (1970), конкурсу Міністерства культури СРСР (1975).
Помер 7 квітня 2008 року у Москві.

## Родина
- Дружина — Олена (Рахіль) Михайлівна Гальперіна, поет, драматург.

## Твори

### Романи й повісті
- Правда подорожує без віз: Повість. 1954.
- Прапор міноносця: Роман. 1958.
- Шахтарський сенатор: Роман. 1962.
- Штурманець прокладає курс: Роман. 1972.
- Дерево життя: Роман. 1978.

### Оповідання
- Діалектика. 2004
- Ніка Кабардинська. 2005
- Синій півень. 2006
- Вдалину летить свиня. 2006
- Красива професія. 2007
- Грохольський ліс. 2007
- Перше життя Котика Петропольського. 2007
- Мій дідусь Яків. 2008

### Драматургія (у співавторстві з О.М.Гальперіною)
- Севастопольський вальс. Оперета, М., 1961 (театри Москви, Ленінграда, Севастополя, Сталінграда, Києва, Одеси, Воронежа, Нижнього Новгорода, Саратова, Мінська, Новоуральська, Куйбишева, Омська, Свердловська, Кірова, Новосибірська. Театри Азербайджану, Комі АРСР, Литви, Татарії, Таджикистану, Удмуртії, Болгарії, Польщі та ін.)
- П'ять хвилин на роздуми. (Серце балтійця). Музична комедія, М., 1963 (театри Москви, Ленінграда, Свердловська й ін.)
- Полярна зірка. Музична комедія, М., 1966 (театри Москви, Ленінграда, Челябінська, Краснодара, Свердловська, Волгограда, Калініна, Хабаровська, Новосибірська, Іркутська, Іванова, Томська, театри Азербайджану, Башкирії, Грузії, України та ін.)
- Потрібна героїня (Перехоплювачі): Музична комедія, М., 1969 (театри Ленінграда, Свердловська, Києва, Одеси, Новосибірська та ін.)
- Південний Хрест. Романтична оперета. М., 1971 (театри Ленінграда, Куйбишева, Кемерова, Києва та ін.)
- Нехай гітара грає: Музична комедія. М., 1975 (театри Москви, Іванова, Краснодара, Кемерова, Теміртау, Одеси, Донецька та ін. Поставлено в Болгарії та Чехословаччині)
- Люби мене сто років (Золоте плаття). Музична комедія. М., 1981 (Волгоградський театр музичної комедії та ін.)

### Вибрані рецензії
- С. Баренц. «Пошуки та знахідки». Красная Звезда (газета). 18 листопада 1961.
- К. Петрова. «В сім'ї оперет…». Радянська культура № 139 (1319) 21 листопада 1961.
- В. Рижова. «Севастопольський вальс». Московська правда № 291 (12731) 13 грудня 1961.
- А. Морів. «Героїчна оперета». Огонёк № 3 (1804) 14 січня 1962.
- А. Шайкевич. «Нехай гітара грає». Музичне життя № 2 1976.
- А. Журавльова. «Весело про серйозне». Вечірній Ленінград. 13 січня 1967.
- Л. Жукова. «Потрібна героїня». Радянська культура. 16 січня 1969.